# Ivan Banzeruk
Ivan Mykolayovych Banzeruk (né le 9 février 1990) est un athlète ukrainien, spécialiste de la marche.
Il participe aux Championnats du monde 2013 sur 50 km marche, en étant disqualifié, puis à ceux de 2015 (15e), 5e entre-temps des Championnats d'Europe de 2014, avec son record personnel en 3 h 44 min 49 s au Letzigrund, avant de remporter en mai 2017 le 50 km de la Coupe d'Europe de marche à Podebrady. Il a également obtenu la médaille d'argent par équipes lors des Championnats du monde par équipes de marche 2016 et terminé 8e lors de la Coupe du monde de marche 2014, en 3:49:00 à Taicang le 3 mai 2014.